# Maksim Xostakóvitx
Maksim Dmítrievitx Xostakóvitx (rus: Макси́м Дми́триевич Шостако́вич, Leningrad, avui San Petersburg, 10 de maig de 1938 és un director d'orquestra i pianista rus. És el segon fill del compositor Dmitri Xostakóvitx i Nina Varzar. Va créixer a l'ombra del seu pare, però això no li va impedir convertir-se en un extraordinari pianista i director.

## Primers anys
Des de molt petit va rebre classes de piano i amb dinou anys va debutar amb el Concert per a piano núm. 2 (Xostakóvitx), de qui és dedicatari. Va ser educat en els Conservatoris de Moscou i Leningrad, on va estudiar amb Igor Markevitch i Otto-Werner Mueller, abans de convertir-se en director titular de la Unió de Ràdio i Televisió orquestra simfònica.
Mentre que ell era director principal de la Ràdio de Moscou i l'Orquestra Simfònica de televisió, es va dur a terme l'estrena de la 15a simfonia del seu pare. En 1963 va ser designat director assistent de l'Orquestra Simfònica de Moscou, fins i tot abans d'acabar els seus estudis.

## Exili
Dmitri Xostakóvitx va romandre sempre al seu país, tot i que menyspreava el règim comunista, tal com assenyala el crític musical Solomon Volkov en la seva biografia del compositor. No obstant això, el seu fill Maxim va fugir durant una gira de l'orquestra per Alemanya el 1981, va demanar asil als Estats Units i després va obtenir la nacionalitat d'aquest país. Durant anys, Maxim Xostakòvitx va ser director convidat, fins que el 1986 va ser nomenat director de l'Orquestra Simfònica de Nova Orleans. El 1991 va decidir deixar el càrrec. Té un fill, Dmitri Xostakóvitx Maskímovitx (o Xostakóvitx Jr.), que és un pianista.

## Dedicatòria al seu pare
Maksim, fill d'un compositor, també compositor, pianista i director d'orquestra és el principal difusor i intèrpret de l'obra paterna. Des de 1975, any en què el seu pare mor, ha dirigit i popularitzat moltes de les seves obres menys conegudes. Gran part del seu treball l'ha dedicat a l'obra del seu pare, malgrat que no és considerat com un dels seus millors intèrprets. Amb motiu del centenari de Dmitri Xostakóvitx, el 2006, Maxim va dirigir la Simfonia NoText d'encapçalament l'última del compositor rus.
Ha gravat un cicle de 15 simfonies del seu pare amb l'orquestra simfònica de Praga per al segell Txeca, Supraphon.